# جکی هافمن
جکی هافمن (به انگلیسی: Jackie Hoffman) (زاده ۲۹ نوامبر ۱۹۶۰) بازیگر، خواننده، استندآپ کمدین آمریکایی است.
از فیلم‌های معروف او می‌توان به بازی در فیلم مرد اضافی اشاره کرد.